# Park Pobedy (metrostation Sint-Petersburg)
Park Pobedy (Russisch: Парк Победы) is een station van de metro van Sint-Petersburg. Het station maakt deel uit van de Moskovsko-Petrogradskaja-lijn en werd geopend op 29 april 1961, als voorlopig eindpunt van de lijn. Het metrostation bevindt zich onder de Moskovski prospekt (Moskoulaan), in het zuiden van Sint-Petersburg, en dankt zijn naam aan het gelijknamige park (Overwinningspark), dat direct ten oosten van het station ligt.
Station Park Pobedy ligt 35 meter onder de oppervlakte en was het eerste station van het bouwtype "horizontale lift". Dit type stations beschikt over een centrale perronhal die door middel van automatische schuifdeuren van de sporen wordt gescheiden. Het bovengrondse toegangsgebouw bevindt zich aan de oostzijde van de Moskovski prospekt, nabij de kruising met de Bassejnaja oelitsa en aan de rand van het Park Pobedy. In het midden van de perronhal bevindt zich een niet voor passagiers toegankelijke trap, die leidt naar een technische ruimte onder het perron.

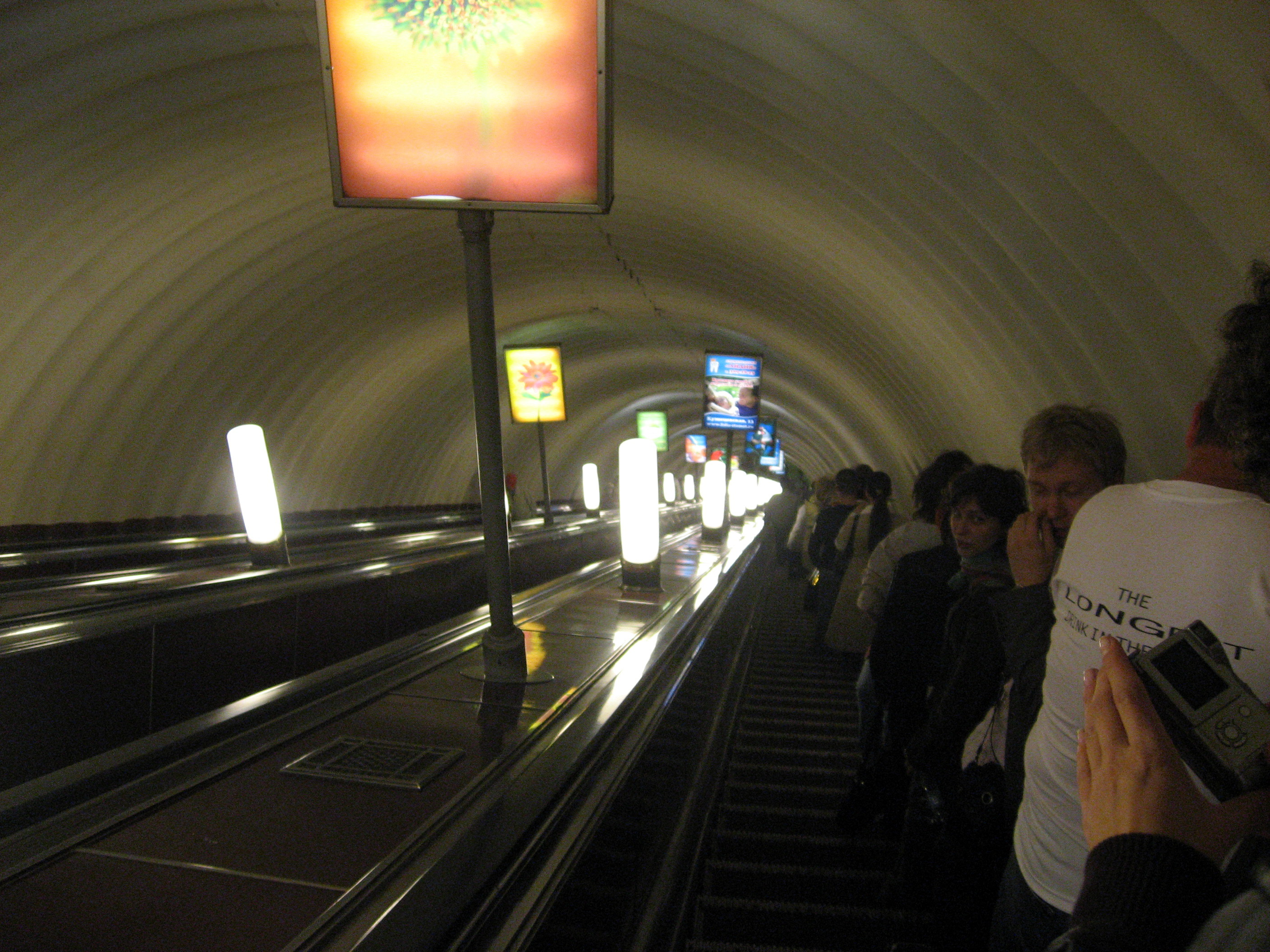
De roltrappen
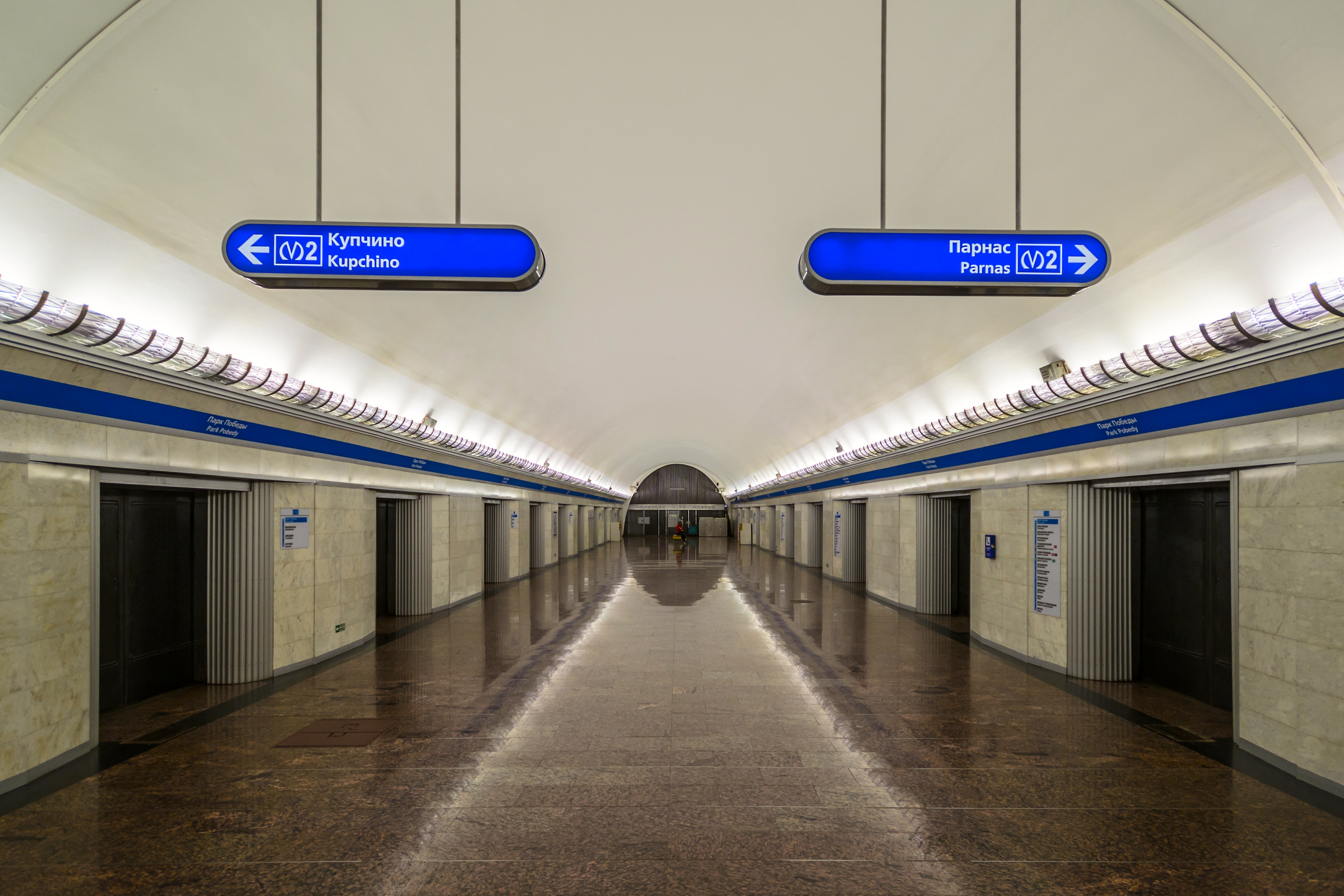
De perronhal
Dwarsdoorsnede van de horizontale lift, de perronhal blauw en de sporen in eigen tunnels buiten de pylonen